# Restless Boy
Restless Boy è un singolo del gruppo musicale svedese Pain of Salvation, pubblicato il 31 luglio 2020 come secondo estratto dall'undicesimo album in studio Panther.

## Descrizione
Il brano si caratterizza per la struttura atipica che permea in tutta la sua durata, con una prima parte soft e una seconda più sostenuta e pesante. Come spiegato dal frontman Daniel Gildenlöw, la sua creazione musicale è avvenuta in maniera spontanea, mentre dal punto di vista del testo ha selezionato parti scartate da una prima versione di Full Throttle Tribe, brano appartenente al precedente album In the Passing Light of Day:

## Video musicale
Il video musicale, al pari di quello per il precedente singolo Accelerator, è stato diretto da Lars Ardarve e girato nella palestra Skjulstahallen di Eskilstuna e mostra scene del gruppo eseguire il brano con altre di Gildenlöw a bordo di un'automobile.

## Tracce
Testi e musiche di Daniel Gildenlöw.
1. Restless Boy – 3:34

## Formazione
Hanno partecipato alle registrazioni, secondo le note di copertina di Panther:
Gruppo
- Daniel Gildenlöw – voce principale, strumentazione
- Johan Hallgren – chitarra, voce
- Léo Margarit – batteria, voce
- Daniel Karlsson – tastiera, chitarra, voce
- Gustaf Hielm – basso, voce

Produzione
- Daniel Gildenlöw – produzione, missaggio
- Daniel Bergstrand – produzione, missaggio
- Pontus Lindmark – produzione aggiuntiva
- Thor Legvold – mastering